# Sergio Roitman
Sergio Andres Roitman (født 16. maj 1979 i Buenos Aires, Argentina) er en argentinsk tennisspiller, der blev professionel i 1996. Han har, pr. maj 2009, vundet to ATP-doubleturneringer, men har fortsat sin første single-titel til gode.
Roitman er 185 cm. høj og vejer 79 kilo.